# Janików (Oława)
Janików  (deutsch Jankau, von 1937 bis 1945 Grünaue) ist ein Dorf in Niederschlesien. Der Ort gehört zur Gmina Oława im Powiat Oławski in der polnischen Woiwodschaft Niederschlesien.

## Geographie

### Geographische Lage
Das Straßendorf Janików liegt acht Kilometer nordöstlich des Gemeindesitzes und der Kreisstadt Oława (Ohlau) und rund 35 Kilometer südöstlich der Woiwodschaftshauptstadt Breslau. Der Ort liegt in der Nizina Śląska (Schlesische Tiefebene) innerhalb der Równina Oleśnicka (Oelser Ebene). Janików liegt an der Smortawa. Umgeben ist der Ort von weitläufigen Waldgebieten.
Durch den Ort führt die Woiwodschaftsstraße Droga wojewódzka 346.

### Nachbarorte
Nachbarorte von Janików sind im Osten Bystrzyca (Peisterwitz) und im Südwesten Stary Górnik (Bergel).

## Geschichte
Nach dem Ersten Schlesischen Krieg 1742 fiel Jankau zusammen mit dem größten Teil Schlesiens an Preußen.
Nach der Neugliederung Preußens gehörte Grüntanne ab 1815 zur Provinz Schlesien und war ab 1816 dem Landkreis Ohlau eingegliedert. 1874 wurde der Amtsbezirk Peisterwitz gegründet, welcher die Landgemeinden Peisterwitz und Steindorf und den Gutsbezirk Forst Peisterwitz umfasste.
Bis 1945 befand sich der Ort im Landkreis Ohlau.
Als Folge des Zweiten Weltkriegs das Dorf wie fast ganz Schlesien 1945 an Polen, wurde in Janików umbenannt und der Woiwodschaft Breslau angegliedert. Die deutsche Bevölkerung wurde, soweit sie nicht vorher geflohen war, weitgehend vertrieben. Die neu angesiedelten Bewohner waren zum Teil Heimatvertriebene aus Ostpolen. 1999 kam der Ort zum Powiat Oławski in der Woiwodschaft Niederschlesien.
2000 zählte das Dorf 269 Einwohner.

## Sehenswürdigkeiten
- Kirche St. Michael mit spätgotischem Sakramentshäuschen und Taufbecken aus dem 15. oder 16. Jahrhundert.[4]

- Steinernes Wegekreuz

## Vereine
- Fußballverein Gepard Janików